# Neuville-sur-Brenne

Neuville-sur-Brenne este o comună în departamentul Indre-et-Loire, Franța. În 1 ianuarie 2022 avea o populație de 890 de locuitori.